# لاباز
مدينة لاباز، المعروفة رسميًا باسم نويسترا سينورا دي لاباز، هي مقر حكومة دولة بوليفيا متعددة القوميات. تعتبر لاباز ثالث أكبر مدينة بتعدادها السكاني الذي بلغ 816,044 نسمة حسب إحصائيات عام 2020. تشمل منطقتها الحضرية المكونة من أحياء لاباز، وإل ألتو، وأكوكالا، وفياكا، ومياكاباكا ثاني أكثر المناطق الحضرية سكانًا في بوليفيا بتعداد سكاني يقدر بنحو 2.3 مليون نسمة، وتأتي بعد مدينة سانتا كروز دي لا سييرا، التي يبلغ عدد سكانها 2.3 مليون نسمة، وهي أيضًا عاصمة إدارة لاباز.
تقع المدينة غرب وسط بوليفيا على بعد 68 كم (42 ميل) جنوب شرق بحيرة تيتيكاكا، وتتوضع في وادٍ كوَّنه نهر تشوكيابو، في منخفض يشبه الوعاء، وهو جزء من حوض الأمازون محاط بجبال ألتيبلانو. يطل على المدينة جبل أليماني ذو القمم الثلاثة، دائمًا ما تكون ذراه مغطاة بالثلوج، ويمكن رؤيتها من أجزاء كثيرة من المدينة. وعلى ارتفاع نحو 3,650 مترًا (11,975 قدم) فوق مستوى سطح البحر، تكون لاباز أعلى عاصمة في العالم، ونظرًا لارتفاعها تتمتع لاباز بمناخ الأراضي المرتفعة الاستثنائي شبه الاستوائي، وتتميز بصيف ممطر وشتاء جاف.
أسس الغازي الإسباني القائد ألونسو دي ميندوزا مدينة لاباز في 20 أكتوبر 1548، في موقع مستوطنة الإنكا لاغا لتكون نقطة اتصال بين الطرق التجارية الواصلة بين مدينتي بوتوسي وأورورو بمدينة ليما. كان الاسم الكامل للمدينة في الأصل نويسترا سينورا دي لا باز (أي سيدة السلام) إحياءً لذكرى استعادة السلام في أعقاب تمرد غونزالو بيزارو وزملائه الغزاة ضد أول نائب ملكي للبيرو، ونُقلت المدينة في وقت لاحق إلى موقعها الحالي في وادي تشوكوياغو ماركا. وقعت لاباز تحت الحكم الاستعماري الإسباني كجزء من ملكية ريو دي لا بلاتا، قبل أن تحصل بوليفيا على استقلالها. منذ بداية تأسيسها، أصبحت لاباز مسرحًا للعديد من الثورات. عام 1781، فرض زعيم السكان الأصليين والناشط الاستقلالي توباك كاتاري حصارًا على المدينة دام ستة أشهر، ولكنه هُزِم في النهاية. وفي 16 يوليو 1809، أشعل الوطني البوليفي بيدرو دومينغو موريللو ثورة من أجل الاستقلال، معلنًا بداية حروب الاستقلال الأمريكية الإسبانية، والتي كانت سببًا في حصول ولايات أمريكا الجنوبية على حريتها عام 1821.
باعتبارها مقر حكومة بوليفيا، تعتبر لاباز مقر قصر الرئاسة بالاسيو كويمادو وهي أيضًا مقر الهيئة التشريعية البوليفية، والجمعية التشريعية متعددة القوميات، ومقر للعديد من الإدارات والوكالات الحكومية الأخرى. تحتفظ سوكري، العاصمة الدستورية لبوليفيا، بالسلطة القضائية. تستضيف المدينة جميع السفارات الأجنبية وكذلك البعثات الدولية في البلاد. تُعتبر لاباز مركز سياسي وإداري واقتصادي ورياضي هام في بوليفيا، فهي تولّد 24% من الناتج المحلي الإجمالي للبلاد، وتقع فيها الإدارات العامة للعديد من الشركات والصناعات البوليفية.
تُعد لاباز أيضًا مركزًا ثقافيًا هامًا في أمريكا الجنوبية، إذ توجد فيها العديد من المعالم الأثرية التي يعود تاريخها إلى الحقبة الاستعمارية، مثل باسيليكا سان فرانسيسكو، وكاتدرائية ميتروبوليتان، وساحة موريللو، وشارع جاين. وهي ملتقى المناطق الأثرية ما بين تيواناكو وحضارة الإنكا. تشتهر المدينة بأسواقها، ولاسيما سوق الساحرات، وبحياتها الليلية. توفر تضاريس المدينة مع جبال كورديليرا ريال المحيطة بها إطلالات رائعة من عدة مناطق، وتضم أيضًا أكبر شبكة تلفريك حضرية في العالم.

## التاريخ
سبق وأن كانت المنطقة موقعًا لمدينة من مدن الإنكا، على طريق تجاري رئيسي.
على الرغم من أن الغزاة الإسبان قد دخلوا المدينة عام 1535، إلا أنهم لم يؤسسوا مدينة لاباز حتى 1548. تقرر في الأصل أن تُبنى المدينة في موقع مستوطنة للأمريكيين الأصليين تدعى لاغا، ونُقل موقع المدينة بعد بضعة أيام إلى موقعه الحالي في وادي تشوكياغو، في موقع مناسب أكثر.
أوكل الملك الإسباني (والإمبراطور الروماني المقدس) الإمبراطور تشارلز الخامس مهمة السيطرة على أراضي الإنكا السابقة إلى بيدرو دو لا غاسكا، الذي أمر ألونسو دي مندوزا بتأسيس مدينة جديدة لإحياء ذكرى نهاية الحروب الأهلية في البيرو، وهكذا تأسست مدينة لاباز في 20 أكتوبر 1548 على يد ألونسو دي مينديز، مع تعيين خوان دي فارغاس أول محافظ لها.
في 1549، طُلب من خوان غوتيريز بانياغوا تصميم خطة حضرية من شأنها تحديد مواقع للأماكن العامة، والساحات، والمباني الرسمية، وكاتدرائية. كان الهدف من هذه الخطة التعبير عن مُثل وعلاقات المجتمع الاستعماري الإسباني. اختيرت ساحة لوس إسبانيوليس، المعروفة اليوم باسم ساحة موريللو، موقعًا للمباني الحكومية، وكذلك كاتدرائية العاصمة.
حكمت إسبانيا لاباز بقبضة حديدية، وكان للملك الإسباني الكلمة الأخيرة في جميع الأمور السياسية، ولكن الاستشارات الملكية كانت تأخذ وقتًا طويلًا، إذ استغرقت شهورًا وأكثر عن طريق البحر. حدثت الكثير من الاضطرابات ما بين السكان الأصليين وغيرهم في مطلع القرن التاسع عشر. وفي 1781 ولمدة ستة أشهر، حاصرت مجموعة من شعوب أيمارا مدينة لاباز بقيادة توباك كاتاري، ودمروا الكنائس والممتلكات الحكومية. وبعد ثلاثين عامًا، حاصر الهنود لاباز لمدة شهرين. وقد ألهم هذا الحصار أصل أسطورة إيكيكو. وفي 1809، أدى النضال من أجل الاستقلال عن الحكم الإسباني إلى انتفاضات ضد القوى الملكية. وفي 16 يوليو 1809، أعلن بيدرو دومينغو موريللو أن الثورة البوليفية قد أشعلت مصباحًا لن يستطيع أحد أن يطفئه، وقد مثلت هذه الانتفاضة بداية تحرير أمريكا الجنوبية من إسبانيا رسميًا. وقعت أولى الثورات ضد التاج الإسباني في مدينتي لاباز وسوكري في وقت واحد. وتُعرف هذه الحادثة باسم بريمير غريتو ليبرتاريو دي أمريكا، وقد أدت إلى بدء حرب الاستقلال البوليفية.
شُنق بيدرو دومينغو موريللو في ساحة لوس إسبانيوليس بعد عدة أشهر، في 29 يناير 1810. وبعد حصول بوليفيا على الاستقلال، أطلقت مدينة لاباز اسمه على الساحة التي شُنق فيها لإحياء ذكراه دائمًا. يُذكر بيدرو دومينغو موريللو بأنه صوت الثورة في أمريكا الجنوبية.
وفي 1898، أصبحت لاباز المقر الفعلي للحكومة الوطنية، مع بقاء مدينة سوكري عاصمة اعتبارية تاريخية بالإضافة إلى وجود السلطة القضائية فيها. عكسَ هذا التغيير توجه الاقتصاد البوليفي بعيدًا عن مناجم الفضة المستنزفة إلى حد كبير في مدينة بوتوسي، ونحو استغلال القصدير بالقرب من مدينة أورورو، ونتج عنه تحولات في السلطة الاقتصادية والسياسية بين مختلف النخب الوطنية.

استمر الفصل العنصري لنساء التشوليتاز (نساء من سكان الإنديز الأصليين) حتى ثمانينيات القرن العشرين، إذ لم يسمح لهن بدخول بعض الأماكن العامة، ومُنعن من دخول دور السينما وبعض المطاعم، بتشديد أكبر في المدن الشرقية البوليفية مثل سانتا كروز دي لا سييرا. 

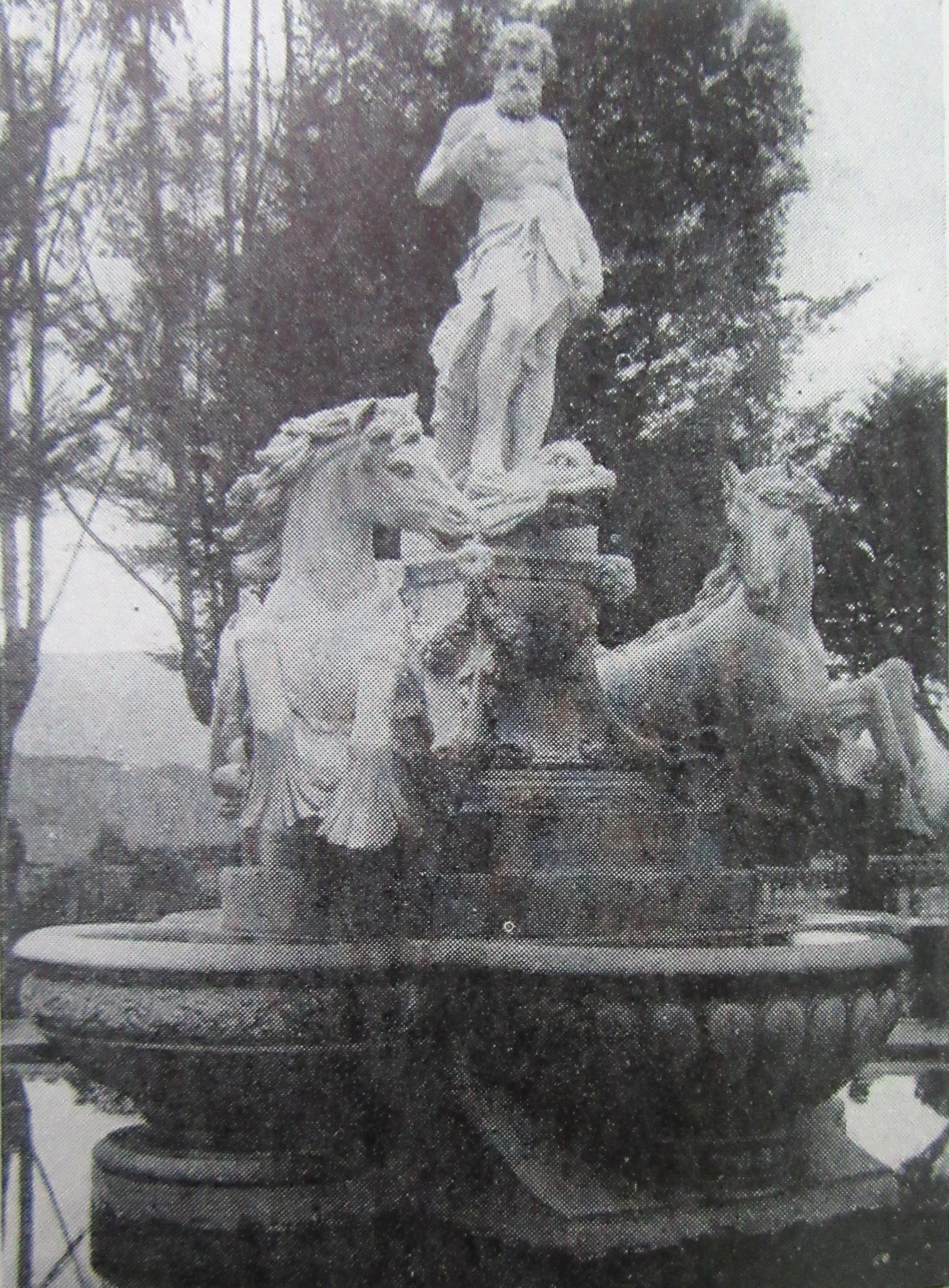
صورة تعود لعام 1948 لنافورة فنية في متنزه بالعاصمة البوليفية لاباز

## الموقع الجغرافي

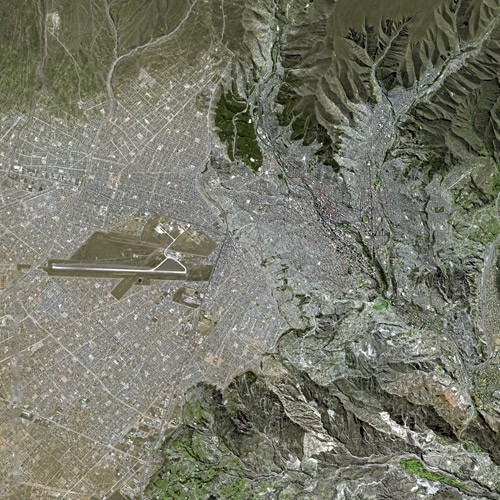
العاصمة البوليفية لاباز(صورة من القمر الصناعي)

تطورت لاباز في وادي شوكياغو ماركا الذي يحيط به جبلا هوينا بوتوسي (6094 م) ونيفادو إليماني من على مقربة من بحيرة تيتيكاكا. تقع في محافظة لاباز في إقليم مريليو.
لاباز أعلى عاصمة في العالم يقع مركزها 3600 متر فوق سطح البحر. يؤوي أعلى حي فيها (الآلتو - 4000 م فوق سطح البحر) الطبقات المحرومة بينما يقطن المترفون أحياء فلوريدا ولا ريكونادا وآتشوماني وأرنخواس.

## السياحة
تعدّ لاباز مركزاً ثقافياً مهمّاً في البلاد، وذلك لأنّها تحتوي على مجموعة من المعالم التّاريخيّة ومن أشهر هذه المعالم:
- المتاحف والمراكز الثّقافيّة: مثل منزل بيدرو دومينغو موريلّلو، ومتحف كاستومبريستا، ومتحف ناسيونال دي آركولوجيا، ومتحف ديل السّاحليّ، ومتحف ديل أورو، ومتحف دي جارونجو، ومتحف التّاريخ الطّبيعيّ، والمتحف الوطنيّ للفنّ، وسوق ميركادو دي بروجس، ومركز ومتحف سان فرانسيسكو.
- الكنائس والكاتدرئيّة: تحتوي المدينة على العديد من الكنائس، كما تحتوي على كاتدرائية العاصمة التي بنيت في عام 1835 بالقرب من القصر الرّئاسيّ في ساحة موريلّلو، وكنيسة سان فرانسيسكو التي تأسّست في عام 1548 وتمّت إعادة بنائها بعد مرور 236 عام.

## العلاقات الدولية

### المدن التوأمة والشقيقة
إن لاباز جزء من اتحاد العواصم الإيبيرية-الأمريكية منذ 12 أكتوبر عام 1982 أسست علاقات أخوية مع المدن الآتية:
| - أندورا لا فيلا، أندورا - أريكا، تشيلي - أسونسيون، باراغواي - بوغوتا، كولومبيا - بوينس آيرس، الأرجنتين - كالاما، تشيلي - كاراكاس، فنزويلا - قوسقو، البيرو - إنسينادا، المكسيك | - مدينة غواتيمالا، غواتيمالا - هافانا، كوبا - لشبونة، البرتغال - مدريد، إسبانيا - ماناغوا، نيكاراغوا - ماردة، فنزويلا - مدينة مكسيكو، المكسيك - مونتفيدو، الأوروغواي - مدينة بنما، بنما |  | - كيتو، الإكوادور - ريو دي جانيرو، البراازيل - سان خوسيه، كوستاريكا - سان خوان، بورتوريكو - سان سلفادور، السلفادور - سانتياغو، تشيلي - سانتو دومينغو، جمهورية الدومينيكان - ساو باولو، البرازيل (1999) - سوكري، بوليفيا - تيغوسيغالبا، هندوراس |

كما أن لاباز توصلت إلى اتفاقات توأمة مع المدن الآتية:
| - أنقرة، تركيا - بولسانو، إيطاليا - بون، ألمانيا - بودابست، المجر - داليان، الصين - دنفر، الولايات المتحدة - دبلن، أيرلندا | - هانوفر، ألمانيا - لندن، المملكة المتحدة - موسكو، روسيا - ريكيافيك، آيسلندا - سانتا آنا دي كورو، فنزويلا - ستوكهولم، السويد - طهران، إيران | - تايبيه، تايوان - طوكيو، اليابان - فادوتس، ليختنشتاين - واشنطن العاصمة، الولايات المتحدة - زغرب، كرواتيا - سرقسطة، إسبانيا |